# آبشار ایست ایروکئوا
آبشار ایست ایروکئوا (به انگلیسی: East iroquoia Falls) آبشاری است که در همیلتون (انتاریو)، کانادا واقع شده و ارتفاع کلی ریزشگاه آن ۲۰ متر (۶۶ فوت) است.